# 深圳湾一号
深圳湾一号（英語：One Shenzhen Bay），是位于中国广东省深圳市南山区深圳湾的一处摩天大楼楼宇群组。该综合体设有六座高端住宅楼、一座办公楼、一个集办公、酒店式公寓及莱佛士酒店于一体的338米高中央塔楼。整组的项目于2014年动工，于2018年交付。

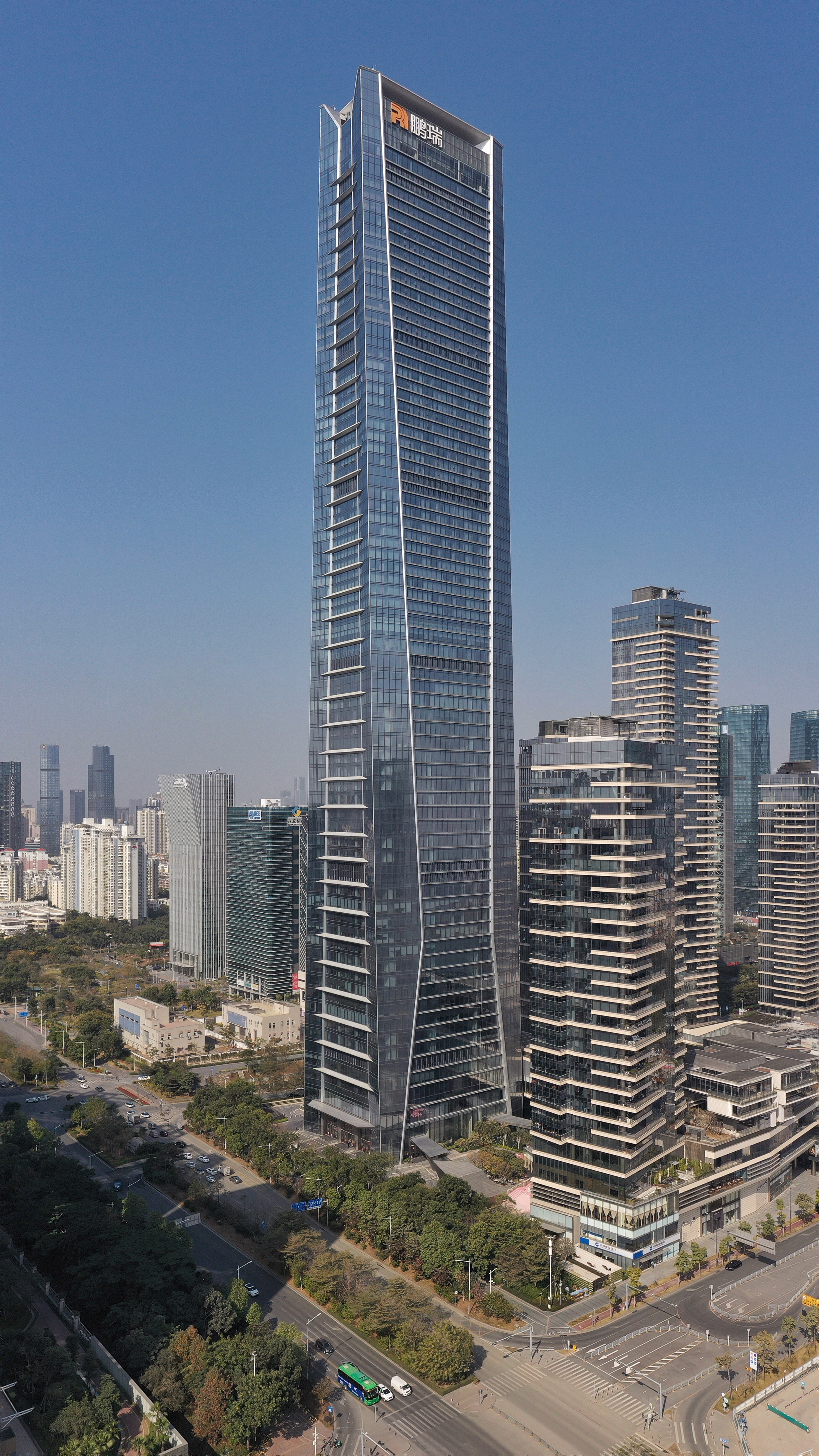
鹏瑞深圳湾一号T7于2021年拍摄